# Robin Butler, Baron Butler of Brockwell

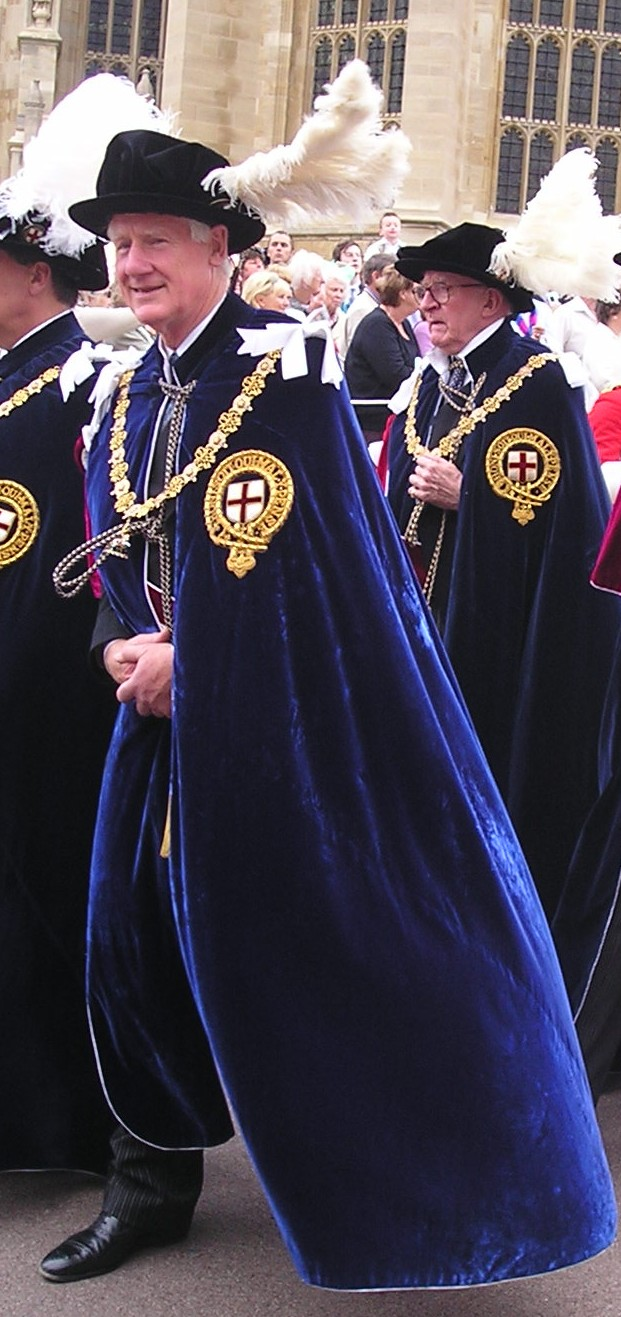
Lord Butler of Brockwell, in der Robe eines Ritters des Hosenbandordens, 2006

Frederick Edward Robin Butler, Baron Butler of Brockwell, KG, GCB, CVO, PC (* 3. Januar 1938 in Lytham St Annes) ist ein britischer Staatsbeamter im Ruhestand und Life Peer.

## Leben und Karriere
Butler wurde als Sohn von Bernard Butler und Nora Jones geboren. Sein Vater war geschäftsführender Direktor einer Fabrik, die Lacke herstellte.
Butler besuchte die Harrow School in London, wo er Head Boy wurde und bekam ein Stipendium für die University of Oxford. Dort spielte er in der Rugby-Mannschaft. und besuchte das University College. Butler erreichte den Abschluss Double First in Mods and Greats und zweifach einen Rugby Blue.
Von 1961 bis 1998 machte er eine bedeutende Karriere im Staatsdienst, unter anderem als Privatsekretär von fünf Premierministern. Er war Sekretär des Kabinetts und Leiter (Head) des Home Civil Service von 1988 bis 1998.
1961 trat er in das HM Treasury ein und wurde von 1964 bis 1966 Privatsekretär des Finanzstaatssekretärs (Financial Secretary to the Treasury) und Sekretär (Secretary) des Budget Committee von 1965 bis 1969.
Früh in seiner Karriere wurde er öfter mit seinem Namensvetter Rab Butler verwechselt. Memos für Rab Butler, manche davon streng vertraulich, endeten auf seinem Schreibtisch und einige von seinen auf Rabs. Beide einigten sich darauf, dass alle Memos, die an „R. Butler“ adressiert sind, zunächst an Rabs Büro gehen sollten und das dessen Büro solche, die für den anderen R. Butler gedacht sind weitersendet.
Es wurde berichtet, dass der junge Butler, der immer noch erstklassiges Rugby spielte, eines Tages einen Brief mit dem Inhalt: „Du wurdest für die Harlequins 1st XV am Samstag ausgewählt. Bitte sei um 2 Uhr nachmittags im Twickenham Stadium.“ erhielt. Darunter war in Rabs charakteristischer Handschrift folgende Nachricht zu finden: „Lieber Robin, ich habe am Samstag keine Zeit. Kannst du mich bitte vertreten? Rab.“
1969 wurde er an die Bank of England abgeordnet sowie zu mehreren Institutionen der Stadt. Später war er beim Finanzministerium als Assistant Secretary bei der General Expenditure Intelligence Division tätig und leitete das Team, das das britische rechnerunterstützte Finanzinformationssystem 1975 bis 1977 installierte. Von 1971 bis 1972 war er Gründungsmitglied der Central Policy Review Staff unter Victor Rothschild, 3. Baron Rothschild. Nach verschiedenen Stellen im Finanzministerium, wurde er von 1985 bis 1987 Second Permanent Secretary für öffentliche Ausgaben.
Butler war Privatsekretär der Premierminister Edward Heath (1972 bis 1974) und Harold Wilson (1974 bis 1975), sowie Principal Private Secretary von Margaret Thatcher (1982 bis 1985).
Er war auch Kabinettssekretär (Cabinet Secretary) während der Amtszeiten von Margaret Thatcher, John Major und Tony Blair.

Butler war von 1998 bis 2008 Master des University College.
Im selben Zeitraum war er Non-Executive Director der HSBC Group. Er ist zudem Vorsitzender (Chairman) des Corporate Sustainability Committee.
1999 war er Mitglied der Royal Commission zur Reform des House of Lords.

## Weitere Ämter
Von 1987 bis 1991 war er Vorsitzender (Chairman of Governors) der Harrow School und von 1997 bis 2003 des Dulwich Colleges. Von 1998 bis 2008 war er Non-Executive Director von Imperial Chemical Industries.
Butler ist Berater (Advisor) der Investmentfirma TT International plc und seit 2009 Vorsitzender (Chairman) des King's Health Partnership Board. Weiters ist er Mitglied des Council of Management der Ditchley Foundation, Vorsitzender (Chairman) des HSBC Education Trust und Mitglied des Mitsubishi Oxford Trust. Er ist Ehrenmitglied der Worshipful Company of Salters, einer Livery Company, sowie deren Master von 2011 bis 2012.
Butler war von 1998 bis 2008 Master des University College. Seit 2012 ist er Schirmherr (Patron) von PMRGCAuk.

Wappen des Baron Butler of Brockwell

## Ehrungen und Mitgliedschaft im House of Lords
Butler wurde 1986 als Commander des Royal Victorian Order ausgezeichnet. 1988 wurde er als Knight Commander des Order of the Bath geadelt, 1992 zum Knight Grand Cross des Order of the Bath erhoben und am 23. April 2003 als Knight Companion in den Hosenbandorden aufgenommen.
Im Rahmen der Neujahrsehrungen 1998 er wurde am 12. Februar 1998 als Baron Butler of Brockwell, of Herne Hill in the London Borough of Lambeth, zum Life Peer erhoben.
Seine feierliche Einführung im House of Lords erfolgte am 8. Dezember 1999. Dort sitzt er als Crossbencher.
Als seine Themen von besonderem politischen Interesse nennt er auf der Webseite des Oberhauses Höhere Bildung, Verfassungsfragen und den Staatsdienst.
Seit 2004 ist er Mitglied des Privy Council.
Im Februar 2004 wurde bekanntgegeben, dass Butler eine Untersuchung über Geheimdienstaktivitäten vor dem Irakkrieg leiten werde. Dabei wurde teilweise befürchtet, er würde einseitig im Sinne der Regierung urteilen. Sein Bericht, der weithin als Butler Report bekannt wurde, zog den Schluss, dass die Geheimdienstberichte über Iraks Besitz von Massenvernichtungswaffen schwere Mängel aufwiesen.
Seit 2010 gehört er mehreren Ausschüssen an, Intelligence and Security (Cabinet Office), der Leader's Group on Review of Working Practices und dem Delegated Powers and Regulatory Reform Committee.

## Wirken in der Öffentlichkeit
In einem Vortrag bei der Open University äußerte er sich zu fehlendem Vertrauen in Personen des öffentlichen Lebens und zum Thema Korruption. Auch hielt er ein Seminar bei der Mile End Group.

## Familie
Butler heiratete 1962 Gillian Lois Galley, bekannt als Gill und sie sind bis heute verheiratet. Sie haben einen Sohn und zwei Töchter.
Er zog im November 2008 nach London, nachdem er zuvor in Oxfordshire wohnte.